# Mazda AZ-Offroad
O AZ Offroad é um utilitário esportivo de porte mini com tração 4x4 vendido pela Mazda no Japão. Basicamente, trata-se de um Suzuki Jimny remarcado. O AZ-Offroad foi introduzido no mercado em outubro de 1998 como um modelo 1999. O motor é o Suzuki K6A de 658 cm³, com três cilindros em linha, DOHC 12 válvulas, equipado com turbo-compressor e intercooler. Apresenta potência máxima de 64 cv a 6.500 rpm e torque máximo de 106 Nm a 3.500 rpm. Disponível em versões com câmbio manual de 5 marchas ou automático de 4 marchas, o AZ-Offroad ainda é vendido no Japão atualmente. A sigla AZ é uma referência à Autozam, divisão da Mazda especializada em veículos compactos e Keijidoshas, muitos deles produzidos pela Suzuki.